# Raveniola reuteri
Espèce
Raveniola reuteri est une espèce d'araignées mygalomorphes de la famille des Nemesiidae.

## Distribution
Cette espèce est endémique du Sichuan en Chine,. Elle se rencontre dans le xian de Muli.

## Description
Le mâle holotype mesure 13,80 mm.

## Étymologie
Cette espèce est nommée en l'honneur de Christoph Reuter.

## Publication originale
- Zonstein & Marusik, 2025 : « Further notes on Raveniola Zonstein, 1987 (Araneae: Nemesiidae) in China, with descriptions of two new species from Sichuan. » Arachnology, vol. 20, no 1, p. 45-51.